# 付岩洞
付岩洞(プアムドン、韓国語：부암동 発音)は、ソウル特別市鐘路区に位置する行政洞である。緑豊かで、落ち着いた雰囲気が特徴である。また、たくさんのギャラリーがあることでも知られている。

## 洞名の由来
昔、この地域には、高さ2mの岩があり、自分の年齢だけ石でこすると手をはなす瞬間に岩と石がくっつき、男の子を授かるという伝説があった。「付岩洞」という地名は、この岩の名前が付岩（プチムバウィ）だったことに由来している。

## 歴史
- 昔、武渓洞、白石洞、付岩洞、三渓洞などの自然部落で構成された地域。
- 朝鮮時代 漢城府北部義通坊に属する。
- 1914年 高陽郡恩平面付岩里となる。
- 1936年 京城府付岩町に改称。
- 1943年6月 区制度の実施により、西大門区に編入。
- 1946年10月1日 付岩洞に再改称。
- 1975年10月1日 鐘路区に編入。

## 法定洞
付岩洞管轄の法定洞は以下のとおりである。
- 付岩洞（プアムドン）
- 弘智洞（ホンジドン）
- 新営洞（シニョンドン）